# Bitka pri Edesi
Bitka pri Edesi je bila bitka med armadama Rimskega cesarstva pod poveljstvom cesarja Valerijana in Sasanidskega cesarstva pod poveljstvom šahinšaha (kralja kraljev) Šapurja I. leta 260. Rimska vojska je bila popolnoma poražena in ujeta. Bitka je bila prva v zgodovini Rimskega cesarstva, v kateri je bil cesar ujet. Na bitko se na splošno gleda kot na enega od največjih rimskih porazov v njegovi zgodovini.

## Ozadje in predigra
Šapur I. je pred bitko večkrat vdrl globoko na rimsko ozemlje in leta 253 ali 256 zavzel in izropal Antiohijo in Sirijo. Po porazu uzurpatorja Emilijana je v vzhodne province leta 254 ali 255 prišel sam Valerijan in postopoma vzpostavil red. Kmalu po prihodu se je moral soočiti z vdorom Gotov v severno Malo Azijo. Goti so opustošili Pont in prodirali na jug v Kapadokijo. Valerijanov poskus, da bi jih ustavil pri Antiohiji je preprečila epidemija kuge v njegovi vojski. Slabo stanje v vojski je izkoristil Šapur in leta 260, verjetno zgodaj spomladi, napadel Mezopotamijo.

## Bitka
Valerijan se je s svojo vojsko odpravil na vzhod proti meji Sasanidskega cesarstva. Po napisu Šapurja I. na Zaratustrovi kaabi je nekje med Haranom in Edeso naletel na glavnino perzijske vojske pod poveljstvom Šapurja I. V Valerijanovi vojski so bili zbrani vojaki iz celega cesarstva in germanski zavezniki:
... Cesar Valerijan je marširal proti nam in imel s seboj [vojake] iz [Velike] Germanije (Germān-šahr), Retije (Rešyā-šahr), Norika (Nirkos-šahr), Dakije (Dākyā-šahr), Mezije (Mūsyā-šahr), Histrije (Estriyā-šahr), Hispanije (Espāniyā-šahr), Afrike (Afrikiyā-šahr), Trakije (Trākyā-šahr), Bitinije (Butniyā-šahr), Azije (Āsiyā-šahr), Pamfilije (Pamfaliyā-šahr), Izavrije (Esuriyā-šahr), Likaonije (Lūkunyā-šahr), Galatije (Galātenyā-šahr), Kilikije (Kilikiyā-šahr), Kapadokije (Kappadukiyā-šahr), Frigije (Frūgiyā-šahr), Sirije (Sūriyā-šahr), Fenicije (Funikiyā-šahr), Judeje (Jehūdiyā-šahr), Arabije (Arabiyā-šahr), Mavretanije (Murin-šahr), [province]  Germanije (Germānyā-šahr), Rodosa (Rodās-šahr), Osroene (Asenyos-šahr) in Mezopotamije (Meyānrōdān-šahr), skupaj 70.000 mož.
— Res Gestae Divi Saporis
V bitki, ki je sledila, je bila rimska vojska popolnoma uničena.
Po rimskih virih, ki niso povsem jasni, je bila rimska vojska uničena med perzijskim obleganjem. Valerijan se je poskušal pogajati, vendar je bil ujet. Po njegovi aretaciji se je njegova vojska verjetno vdala. Med ujetimi rimskimi vojaki je bilo po perzijskih podatkih tudi veliko visokih častnikov, vključno s pretorijanskim prefektom, verjetno Sukcesijanom. Viri trdijo tudi to, da je Šapur pristal na pogajanja o premirju, potem pa prelomil besedo in cesarja aretiral.

## Posledice
Valerijanovo usodo v Šapurjevem ujetništvu opisuje več virov. 
Nekaj poznavalcev trdi, da je Šapur poslal Valerijana in del njegove vojske v Bišapur, kjer so živeli v relativno dobrih razmerah. Šapur je preostale vojake vključil v svoje gradbene in razvojne načrte, ker so bili med njimi izkušeni rokodelci. Eden od ostankov njihovih gradenj je Band-e Kaisar (Cezarjev jez) pri Susi.
Drug vir (Laktancij) trdi, da je Šapur poniževal Valerijana in ga uporabljal za podstavek, ko je zajahal svojega konja. Po Avreliju Viktorju je bil Valerijan zaprt v kletki  in poniževan. Po smrti so njegovo truplo odrli in nagačili s slamo in kot trofejo razstavili v perzijskem templju.
Obstajajo pa tudi poročila, da so ga obravnavali s spoštovanjem, in da so trditve o mučenju morda izmislili krščanski zgodovinarji pozne antike, da bi pokazali grozote, ki čakajo preganjalce krščanstva.
Po Valerijanovem ujetju je Šapur zavzel Cezarejo in deportiral približno 400.000 ujetnikov v južne pokrajine Sasanidskega cesarstva. Nato je napadel Kilikijo, a so ga rimske sile, ki so jih zbrali Makrijan, Kalist in Odenat iz Palmire, končno odbile.
Valerijanov poraz pri Edesi je postal katalizator za vrsto uporov, ki so privedli do začasne razdrobitve Rimskega cesarstva. Na vzhodu je Makrijan izkoristil svoj nadzor nad Valerijanovo zakladnico in razglasil svoja sinova Makrijana Mlajšega  in Kvita za cesarja. Na meji ob Donavi sta bila za cesarja razglašena Ingen in Regalijan. Na zahodu je rimski guverner Postum izkoristil Galienovo usmeritev pozornosti na vzhod in ubil cesarskega dediča Salonina in prevzel nadzor nad tem, kar se je kasneje imenovalo  Galsko cesarstvo.